# Ouida
Ne doit pas être confondu avec Ouidah.
Maria Louise de La Ramée, dite Ouida, née à Bury St Edmunds (Suffolk) le 1er janvier 1839 et morte à Viareggio (Province de Lucques) le 25 janvier 1908, est une romancière britannique.

## Biographie
Née en 1839 à Bury St Edmunds dans le Suffolk d'un père français et d'une mère anglaise, elle tire son nom de plume Ouida du diminutif de Louisa (Louise) qu'on lui a donné enfant. Durant sa carrière, elle écrit plus 40 romans, livres pour enfants, recueils de nouvelles et essais. Son style narratif et son absence rafraîchissante de sermon moral attirent l'attention et rendent ses livres populaires. Militante pour les droits des animaux, elle en recueille un grand nombre ; elle possède jusqu'à trente chiens. Elle vit longtemps à Londres à partir de 1857, séjourne à plusieurs reprises en France où la rattache une partie de ses origines familiales, puis vers 1874 se fixe en Italie.
Malgré son succès, elle n'a pas su gérer ses ressources financières et meurt dans la misère le 25 janvier 1908 à Viareggio, en Italie.

## Œuvre
- 1863 : Held in Bondage (publié initialement sous le titre Granville de Vigne)
- 1865 : Strathmore
- 1866 : Chandos
- 1867 : Cigarette, cantinière aux zouaves (Under Two Flags) en France 2 vol-PLON 1883 - pubié en BD "Sous 2 drapeaux", Classiques illustrés n° 16 - 1957)
- 1867 : Cecil Castlemaine's Gage
- 1867 : Idalia
- 1868 : Beatrice Boville and Other Stories
- 1869 : Tricotrin
- 1870 : Puck (France Librairie Perrin 1889 - 2 vol.)
- 1871 : Folle-Farine
- 1872 : A Dog of Flanders
- 1874 : Two Little Wooden Shoes (en France Deux petits sabots Edit. Michel Levy frères - 1874, également intitulé Bébée)
- 1874 : Pascarel (France 1874)
- 1875 : Signa
- 1876 : Dans une ville d'hiver (In a Winter City) (France 1876)
- 1877 : Ariane (Ariadne) (France 1877)
- 1878 : Amitié (Friendship) (France 1878)
- 1880 : Moths
- 1880 : Pipistrello and Other Stories (France 1886 Pipistrello + Don Gesualdo + Une rose en provence)
- 1881 : A Village Commune
- 1882 : Bimbi: Stories for Children
- 1882 : In Maremma
- 1883 : Afternoon
- 1883 : Frescoes: Dramatic Sketches
- 1883 : Wanda (France 2 vol. 1883)
- 1884 : Les Napraxine (Princess Napraxine) (France 1884 2 vol.)
- 1885 : A Rainy June
- 1885 : Othmar (France Hachette 1885)
- 1886 : Don Gesualdo (France 1886 Don Gesualdo + Pipistrello + Une rose en provence)
- 1887 : A House Party
- 1889 : Guilderoy (France 1889)
- 1890 : Ruffino and Other Stories
- 1890 : Syrlin
- 1891 : Santa Barbara and Other Stories
- 1892 : The Tower of Taddeo
- 1893 : The New Priesthood: Une protestation contre la vivisection
- 1894 : The Silver Christ
- 1894 : The Silver Christ and A Lemon Tree
- 1894 : Two Offenders and Other Tales
- 1895 : Toxin
- 1895 : Views and Opinions
- 1896 : Le Selve and Other Tales
- 1897 : An Altruist
- 1897 : Dogs
- 1897 : Muriella; or, Le Selve
- 1897 : The Massarenes
- 1899 : La Strega and Other Stories
- 1900 : Critical Studies
- 1900 : The Waters of Edera
- 1901 : Street Dust and Other Stories
- 1908 : Helianthus